# Nyújtott ellipszoid koordináta-rendszer

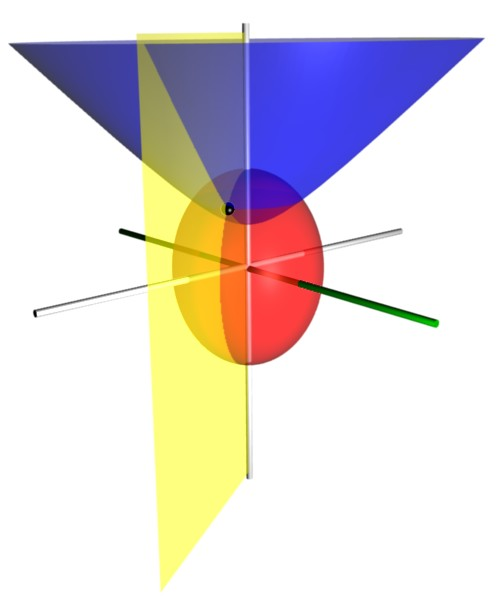
A nyújtott ellipszoid koordináta-rendszer koordinátafelületei. A piros nyújtott ellipszoid megfelel a μ = 1 koordinátának; a kék hiperboloidköpeny a ν = 45° koordinátának; és a sárga félsík a φ = −60°-nak, melyet az x-tengelyhez viszonyítunk. A fekete gömb a három felszín metszete, melynek Descartes-koordinátái körülbelül (0.831, −1.439, 2.182)

A nyújtott ellipszoid koordináta-rendszer egy háromdimenziós ortogonális koordináta-rendszer, mely egy kétdimenziós elliptikus koordináta-rendszerből származtatható úgy, hogy a koordináta-rendszert a fókuszokat összekötő szimmetriatengely körül forgatjuk meg. A másik szimmetriatengely körüli forgatás lapított ellipszoid koordináta-rendszert eredményez. Mindkettő tekinthető az ellipszoid koordináta-rendszer egy speciális esetének, ahol két tengely hossza megegyezik. 
A lapított koordináta-rendszer hasznos olyan differenciálegyenletek megoldásában, ahol a peremfeltételeket egy nyújtott ellipszoid vagy egy kétköpenyű forgáshiperboloid mentén határozzák meg. Ilyen rendszer alakul ki egy erőtérben, mint amilyet két központ produkál; ezek állnak a fókuszpontokban. Erre példa egy elektron hullámfüggvényének meghatározása két pozitívan töltött mag közelében, mint például a H2+ összetett ionban. A fókuszpontban állhatnak vékony elektródvégek is, az ezek által létrehozott erőtér szerkezete így meghatározható. További példák: egy szakasz (μ = 0) erőtere, vagy egy egyenes, amiből hiányzik egy szakasz. A sokelektronos kétatomos molekulák általános elektronszerkezete is kiváló pontossággal megismerhető a nyújtott ellipszoid koordináta-rendszer segítségével.

## Definíció

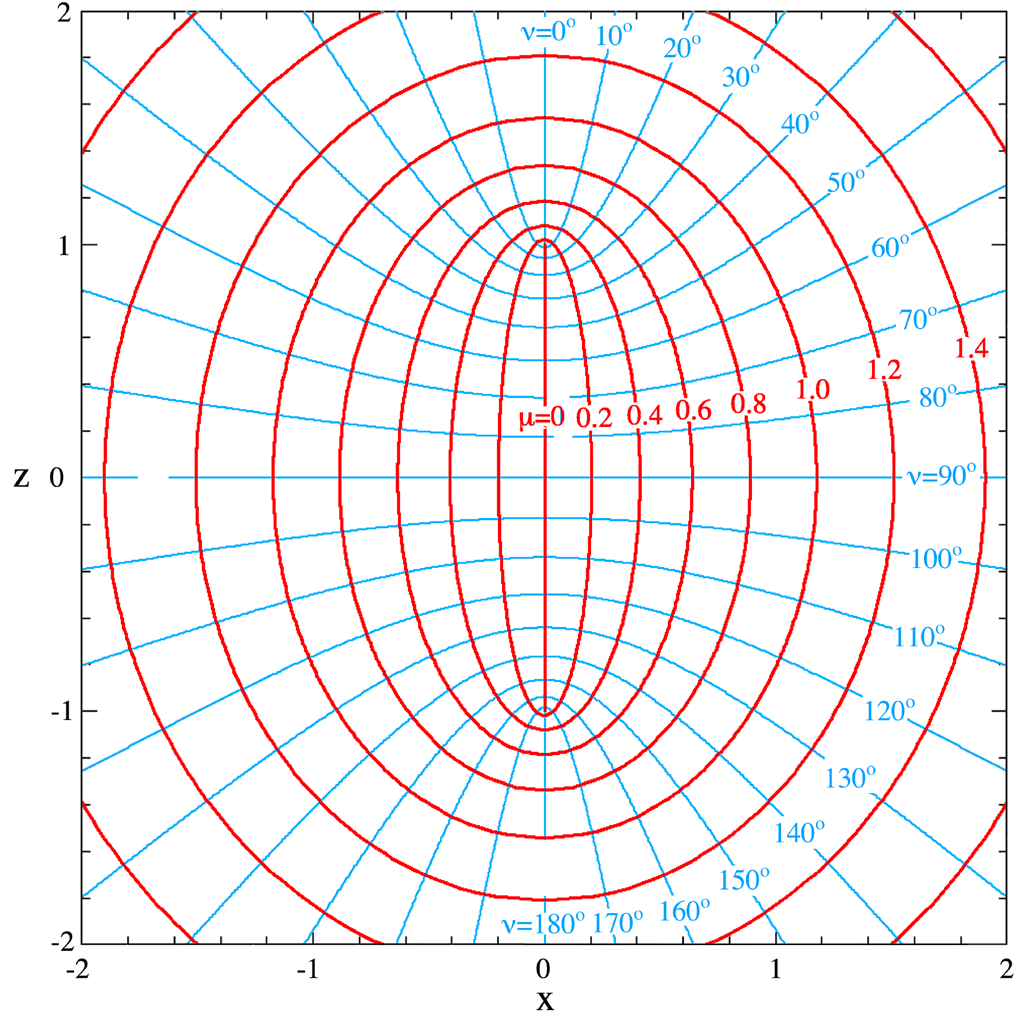
A nyújtott ellipszoid koordináta-rendszer μ és ν koordinátái a = 1 esetén. A μ és ν koordináták koordinátavonalai láthatók az xz síkban. A μ és ν koordinátákhoz tartozó koordinátafelületek e sík z-tengely körüli forgatásával kapható, ezért a z-tengelyt tartalmazó minden síkban ugyanez az ábra, függetlenül a φ értékétől

A legtöbbször használt nyújtott ellipszoid koordináta-rendszert a {\displaystyle (\mu ,\nu ,\varphi )} koordinátákkal látják el:
{\displaystyle x=a\operatorname {sh} \mu \sin \nu \cos \varphi }
{\displaystyle y=a\operatorname {sh} \mu \sin \nu \sin \varphi }
{\displaystyle z=a\operatorname {ch} \mu \cos \nu }
ahol {\displaystyle \mu } nemnegatív valós szám, és {\displaystyle \nu \in [0,\pi ]}. A {\displaystyle \varphi } azimut a {\displaystyle [0,2\pi ]} szakasz eleme.
A
{\displaystyle {\frac {z^{2}}{a^{2}\operatorname {ch} ^{2}\mu }}+{\frac {x^{2}+y^{2}}{a^{2}\operatorname {sh} ^{2}\mu }}=\cos ^{2}\nu +\sin ^{2}\nu =1}
trigonometrikus azonosság szerint a konstans {\displaystyle \mu }-höz tartozó koordinátafelületek nyújtott ellipszoidok, hiszen ellipszisekből keletkeztek azok fókuszait összekötő egyenesek körüli forgatással. Hasonlóan, a
{\displaystyle {\frac {z^{2}}{a^{2}\cos ^{2}\nu }}-{\frac {x^{2}+y^{2}}{a^{2}\sin ^{2}\nu }}=\operatorname {ch} ^{2}\mu -\operatorname {sh} ^{2}\mu =1}
hiperbolikus-trigonometrikus azonosság mutatja, hogy a konstans {\displaystyle \nu }-jű koordinátafelületek forgáshiperboloidok. 
A {\displaystyle (x,y,z)=(0,0,\pm a)} pontokban elhelyezkedő fókuszoktól mért távolság:
{\displaystyle r_{\pm }={\sqrt {x^{2}+y^{2}+(z\mp a)^{2}}}=a(\operatorname {ch} \mu \mp \cos \nu ).}

## Alternatív definíció
A nyújtott elliptikus koordináta-rendszer esetén létezik egy alternatív definíció is a {\displaystyle (\sigma ,\tau ,\phi )} koordinátákkal, ahol  {\displaystyle \sigma =\operatorname {ch} \mu } és {\displaystyle \tau =\cos \nu }. Itt a konstans {\displaystyle \sigma }-hoz tartozó koordinátafelületek nyújtott ellipszoidok, míg a konstans {\displaystyle \tau } koordinátafelületei teljes forgáshiperboloidok. A {\displaystyle \tau } koordináta az [−1, 1] intervallum eleme, míg {\displaystyle \sigma \geq 1}.
A  {\displaystyle \sigma } és a {\displaystyle \tau } koordináták egyszerű kapcsolatban állnak az {\displaystyle F_{1}} és {\displaystyle F_{2}} fókuszoktól mért távolsággal. Bármely pontra a fókuszoktól mért távolság összege a {\displaystyle d_{1}+d_{2}} összeg {\displaystyle 2a\sigma }, míg a távolságok  {\displaystyle d_{1}-d_{2}} különbsége {\displaystyle 2a\tau }. Így az {\displaystyle F_{1}}-től mért távolság {\displaystyle a(\sigma +\tau )}, míg az {\displaystyle F_{2}}-től vett távolság {\displaystyle a(\sigma -\tau )}. Ez alapján kapjuk a következő összefüggéseket a  {\displaystyle \sigma }, {\displaystyle \tau } és {\displaystyle \varphi } koordinátákra:
{\displaystyle \sigma ={\frac {1}{2a}}\left({\sqrt {x^{2}+y^{2}+(z+a)^{2}}}+{\sqrt {x^{2}+y^{2}+(z-a)^{2}}}\right)}
{\displaystyle \tau ={\frac {1}{2a}}\left({\sqrt {x^{2}+y^{2}+(z+a)^{2}}}-{\sqrt {x^{2}+y^{2}+(z-a)^{2}}}\right)}
{\displaystyle \varphi =\operatorname {arctg} \left({\frac {y}{x}}\right)}
Szemben a megfelelő lapított szferoid koordinátákkal, a (σ, τ, φ) koordináta-rendszer nem elfajult; más szóval, bijektíven megfeleltethető a Descartes-koordinátákkal:
{\displaystyle x=a{\sqrt {(\sigma ^{2}-1)(1-\tau ^{2})}}\cos \varphi }
{\displaystyle y=a{\sqrt {(\sigma ^{2}-1)(1-\tau ^{2})}}\sin \varphi }
{\displaystyle z=a\ \sigma \ \tau }

## Alternatív skálázási tényezők
Az alternatív {\displaystyle (\sigma ,\tau ,\varphi )} koordináták skálázási tényezői:
{\displaystyle h_{\sigma }=a{\sqrt {\frac {\sigma ^{2}-\tau ^{2}}{\sigma ^{2}-1}}}}
{\displaystyle h_{\tau }=a{\sqrt {\frac {\sigma ^{2}-\tau ^{2}}{1-\tau ^{2}}}}}
míg az azimut skálázási tényezője
{\displaystyle h_{\varphi }=a{\sqrt {\left(\sigma ^{2}-1\right)\left(1-\tau ^{2}\right)}}}
Így az infinitezimális térfogatelem:
{\displaystyle dV=a^{3}(\sigma ^{2}-\tau ^{2})\,d\sigma \,d\tau \,d\varphi }
és a Laplace-operátor:
{\displaystyle {\begin{aligned}\nabla ^{2}\Phi ={}&{\frac {1}{a^{2}(\sigma ^{2}-\tau ^{2})}}\left\{{\frac {\partial }{\partial \sigma }}\left[\left(\sigma ^{2}-1\right){\frac {\partial \Phi }{\partial \sigma }}\right]+{\frac {\partial }{\partial \tau }}\left[(1-\tau ^{2}){\frac {\partial \Phi }{\partial \tau }}\right]\right\}\\&{}+{\frac {1}{a^{2}(\sigma ^{2}-1)(1-\tau ^{2})}}{\frac {\partial ^{2}\Phi }{\partial \varphi ^{2}}}\end{aligned}}}
A további differenciáloperátorok, mint {\displaystyle \nabla \cdot \mathbf {F} } és {\displaystyle \nabla \times \mathbf {F} } kifejezhetők a {\displaystyle (\sigma ,\tau ,\varphi )} koordináták és skálázási tényezőik behelyettesítésével az ortogonális koordináta-rendszerek általános képleteibe.
Ahogy a gömbkoordináták esetén, Laplace egyenlete megoldható a változók szétválasztásával. A megoldások pontosan a nyújtott ellipszoid harmonikus függvények, melyeket kényelmes akkor használni, ha a peremfeltételek a nyújtott ellipszoid koordináta-rendszer egy koordinátafelületén vannak megadva.

## Fordítás
Ez a szócikk részben vagy egészben  a   Prolate spheroidal coordinates című angol Wikipédia-szócikk ezen változatának fordításán alapul.  Az eredeti cikk szerkesztőit annak laptörténete sorolja fel. Ez a jelzés csupán a megfogalmazás eredetét és a szerzői jogokat jelzi, nem szolgál a cikkben szereplő információk forrásmegjelöléseként.